# Crkva Velike Gospe u Velikom Prologu
Crkva Velike Gospe u selu Velikom Prologu, Grad Vrgorac, zaštićeno kulturno dobro.

## Opis dobra
Župna crkva Velike Gospe u Velikom Prologu, sagrađena je 1896. godine na mjestu stare Gospine crkve. Nova crkva je jednobrodna građevina s polukružnom apsidom, orijentirana sjever-jug. Građena je od pravilnih klesanaca slaganih u redove. Uz sjeverozapadni ugao crkve je četvrtasti kameni zvonik, s biforama na sve četiri strane lože za zvona. Dvostrešni krov crkve prekriven je kupom kanalicom. Oblikovanje glavnog pročelja te bočnih prozora ima neostilske odlike. Jednobrodna unutrašnjost crkve je dobro sačuvana, a njome dominira glavni mramorni oltar rad radionice Bilinić iz 1907. Na prilazu crkvi sa zapadne strane nalazi se nekoliko stećaka s obližnjeg davno devastiranog lokaliteta.

## Zaštita
Pod oznakom Z-5427 zavedena je kao nepokretno kulturno dobro - pojedinačno, pravna statusa zaštićena kulturnog dobra, klasificirano kao "sakralna graditeljska baština".